# フォルクスワーゲン・ルータン
ルータン（ROUTAN ）は、2008年から2013年までにフォルクスワーゲンが販売していた自動車である。

## 概要
フォルクスワーゲンは、2003年までに生産されたユーロバン以降は北米のミニバン市場へ売るミニバンを備えてはいなかったため、2005年から始まったダイムラークライスラーとの協力で2008年からダッジ・キャラバンのOEM供給であるルータンの販売を開始した。
2012年で生産を停止した。